# Cao Lei
Cao Lei (chiń. 曹磊; pinyin Cáo Lěi; ur. 24 grudnia 1983 w Qinhuangdao) – chińska zawodniczka w podnoszeniu ciężarów startująca w kategorii do 75 kg, dwukrotna złota medalistka mistrzostw świata z Santo Domingo (2006) i Chiang Mai (2007).
Największym dotychczasowym jej sukcesem jest złoty medal olimpijski. Startując 15 sierpnia 2008 w kategorii do 75 kg zwyciężyła z wynikiem w dwuboju 282 kg. W 2016 roku pozbawiono jej złotego medalu za stosowanie środków niedozwolonych.
Dwa razy w karierze zdobyła złoty medal igrzysk azjatyckich: złoty w 2006 i srebrny w 2010 roku.

## Osiągnięcia
| Rok  | Zawody               | Miasto        | Miejsce | Kategoria | Wynik  |
| ---- | -------------------- | ------------- | ------- | --------- | ------ |
| 2006 | Mistrzostwa świata   | Santo Domingo | 1       | do 75 kg  | 268 kg |
| 2007 | Mistrzostwa świata   | Chiang Mai    | 1       | do 75 kg  | 286 kg |
| 2008 | Igrzyska olimpijskie | Pekin         | DSQ     | do 75 kg  | 282 kg |
| 2009 | Mistrzostwa świata   | Koyang        | 2       | do 75 kg  | 269 kg |